# گلن ولین (داکوتای شمالی)
گلن ولین(به انگلیسی: Glen Ullin) شهری در ایالت داکوتای شمالی کشور ایالات متحده آمریکا است که جمعیت آن در سرشماری سال ۲۰۱۰ میلادی، ۸۰۷ نفر بوده‌است.